# Seznam jaderných havárií

Mezinárodní stupnice jaderných událostí

Seznam jaderných havárií uvádí významné jaderné havárie v členění po jednotlivých desetiletích.
Některé havárie způsobily zranění nebo oběti na životech. Většina havárií souvisí s únikem způsobujícím kontaminaci uvnitř kontrolovaných zón, ale neměla významný dopad na vnější prostředí. Několik nehod mělo blízko k úniku radioaktivních látek a jsou zde zahrnuty kvůli napětí, které vyvolaly (např. nehody jaderných ponorek). Kvůli utajení je však těžké určit s jistotou rozsah a průběh některých událostí.
Pro okamžitou komunikaci o takové havárii s veřejností vznikla osmistupňová mezinárodní stupnice jaderných událostí (INES, hodnoty 0 až 7). Například havárie elektrárny Fukušima I nebo havárie elektrárny Černobyl byly jako jediné klasifikovány na nejvyšším stupni INES-7.

## 1944–1949
- 21. srpna 1945 Národní laboratoře Los Alamos Nové Mexiko (USA), provozovna Omega. Výzkumný pracovník Harry K. Daghlian upustil kostku karbidu wolframu na kostku plutonia. Wolfram, fungující jako neutronové zrcadlo, spustil řetězovou reakci. Pracovník sice kostky okamžitě oddělil, ale na následky ozáření (podle jeho vlastního odhadu přes 6 Sv) zemřel 15. září.
- 21. května 1946 Národní laboratoře Los Alamos Nové Mexiko USA. Kanadskému fyzikovi Louisi Slotinovi vyklouzl šroubovák, kterým nadzvedával polokouli berylia, jež v pokusu fungovala jako reflektor neutronů. Svou chybu si okamžitě uvědomil a koule ručně oddělil. Tím sice zachránil životy svým sedmi kolegům, ale sám zemřel 30. května 1946 na nemoc z ozáření po dávce odhadované na 1000 rad, resp. 10 Gy resp. přes 10 Sv.

## 1950–1959
- 11. září 1957 se samovolně vznítily hobliny plutonia v úložišti závodu Rocky Flats (USA, poblíž Denveru), kde se vyráběly uranové a plutoniové složky pro použití v jaderných zbraních. Došlo k uvolnění plutonia do atmosféry.
- 29. září 1957 došlo k jaderné havárii v Čeljabinské oblasti v jaderném komplexu Majak v Sovětském svazu. Byla pojmenována po nejbližším známém městě Kyštymu. Klasifikováno INES-6. Při manipulaci s přepracovávaným palivem došlo k přehřátí přepracovávaného vyhořelého paliva a ke kontaminaci životního prostředí a nejasnému počtu poškození.[1]
- 10. října 1957 došlo ve vojenském zařízení ve Sellafieldu k požáru jaderného reaktoru, který způsobil unik radiace do okolí. Klasifikováno INES-5.
- 16. června 1958 v Oak Ridge byla ozářena obsluha míchačky materiálů, kde vznikla díky špatné geometrii nádoby krátká řetězová reakce. Všichni pracovníci byli vyléčeni.
- 15. října 1958 byla omylem ozářena skupina 8 vědců v místnosti těžkovodního reaktoru jaderného výzkumného ústavu Borise Kidriče ve Vinči u Bělehradu. V rozporu s předpisy vstoupili vědci pod reaktor. Ten po chvíli zapnul vedoucí směny, který o nich nevěděl. Podle vznikajícího ozónu zjistili přítomnost radiace a uprchli po jednom úzkým průchodem. 6 nejvíce ozářených bylo ihned převezeno do specializované nemocnice v Paříži a z nich jeden na následky ozáření (10 Sv) zemřel.
- prosinec 1958 Los Alamos – pracovník přelil roztok do provizorní nádoby nepředpisového tvaru, což umožnilo vznik štěpné reakce. Nádoba mu praskla v rukou a pracovník na následky ozáření (12 Sv) zemřel.

## 1960–1969
- 1961 Severní ledový oceán – při první plavbě sovětské ponorky K-19 se vinou praskliny na chladicím systému začal reaktor přehřívat. Při opravě chladicího systému dostalo 7 námořníků ohromnou dávku radiace. Těchto 7 námořníků zemřelo několik dní po návratu domů. Dalších 20 námořníků zemřelo na nemoci způsobené radiací.
- 1961 Idaho, USA – explodoval experimentální malý vojenský jaderný reaktor SL-1. Nesprávnou operací během údržby bylo dosaženo kritičnosti na okamžitých neutronech, vyvolaná řetězová reakce způsobila explozivní přehřátí chladicí vody s následnou destrukcí reaktoru hydraulickým efektem, smrt 3 členů obsluhy.
- 1963 – Ciudad de México – kobaltový zářič, který přinesl domů desetiletý chlapec, způsobil smrt téměř celé rodiny.
- 1965 – Konin, Polsko – mladík odcizil iridium192 z defektoskopu na stavbě. V kapse u kalhot ampulku odvezl vlakem domů. Měl popáleniny a nemoc z ozáření. Následkem ozáření se stal neplodným.

## 1970–1979
- 1970 v Atlantiku se potopila sovětská jaderná ponorka K-8, 52 námořníků zahynulo.
- 1970 operace Emery, jaderný test Baneberry – podzemní výbuch jaderné hlavice 10 kt uvolnil 250 PBq trhlinou ve skále.[kde?]
- 1971 jaderná elektrárna Monticello, Minnesota[ujasnit]
- 1977 havárie elektrárny Jaslovské Bohunice A-1 – incident stupně INES-4
- 1979 – havárie elektrárny Three Mile Island, Pensylvánie, USA – částečné roztavení reaktoru, zamoření provozní budovy elektrárny a unik radiace do životního prostředí.[2][3] Klasifikováno INES-5.

## 1980–1989
- 1980 Saint-Laurent-des-Eaux, Francie[ujasnit]
- 1981 La Hague, Francie[ujasnit]
- 1985 výbuch reaktoru sovětské ponorky, nacházející se 55 km od Vladivostoku, deset obětí.
- 1986 Černobyl, Sovětský svaz (dnes Ukrajina) – INES-7, nejzávažnější havárie v historii jaderné energetiky. Během technické zkoušky došlo k abnormálnímu vzrůstu výkonu v reaktoru, která vedla k výbuchu reaktoru. Přímo při havárii zemřelo 31 lidí.
- 1986 Surry 2, USA[ujasnit]
- 1986 Goiânijský incident, Brazílie, několik set lidí ozářeno a několik zemřelo po neodborné manipulaci s cesiovým zářičem, ukradeným z opuštěné nemocnice.
- 1989 Vandellos, Španělsko, při požáru byl ochromen bezpečnostní systém elektrárny, nedošlo však k žádnému úniku ani kontaminaci. Klasifikováno INES-3.

## 1990–1999
- 1999 – závod na zpracování uranu, Japonsko, dva pracovníci vyvolali při manipulaci s roztokem štěpného materiálu řetězovou reakci trvající s přestávkami přes 20 hodin, na následky ozáření zemřeli.

## 2000–2009
- 2000 – nepatrný únik kontaminované páry v jaderné elektrárně Indian Point Energy Center (IPEC) nedaleko vesnice Buchanan, New York.
- 2003 – únik radioaktivity v jaderné elektrárně Paks, Maďarsko. Hodnoceno jako INES-3.[4]

## 2010–2019
- 2011 – havárie elektrárny Fukušima I, Japonsko – INES-7, dosud největší jaderná havárie po Černobylu. Elektrárna je v tektonicky aktivní oblasti, k havárii došlo v důsledku zaplavení elektrárny vlnou tsunami vyvolanou silným zemětřesením. V důsledku zničení části systémů potřebných pro dochlazování odstavené elektrárny došlo k rozsáhlým únikům radiace z meziskladu vyhořelého paliva a ze samotných reaktorů.

- 2019 – 8. srpna při testu rakety na jaderný pohon zemřelo sedm zaměstnanců ruské agentury pro atomovou energii Rosatom a další byli převezeni s akutní nemocí z ozáření na léčení do Moskvy. K nehodě došlo v Bílém moři, nedaleko ruského města Severodvinsk. Přilehlá oblast Bílého moře, Dvinský záliv, byla na měsíc uzavřena pro civilní plavbu. Během havárie byl zaznamenán únik radioaktivity.[5]